# Karl Preuß

Logo ab 2020

Logo bis 2019

Die Karl Preuß GmbH & Co. ist ein familiengeführtes Lebensmittelunternehmen, das in der Region Ostwestfalen unter der Marke Edeka WEZ Supermärkte betreibt.

## Geschichte
Im Jahr 1900 wurde das Unternehmen als Kolonialwarenladen durch Karl Preuß gegründet. Sein Enkel Karl-Heinz Preuß gründete am 21. Oktober 1976 den ersten Verbrauchermarkt nach amerikanischem Vorbild in Bad Oeynhausen-Werste. Hier sollten auf großer Fläche Waren angeboten werden. Dies war in einer Zeit, als der Lebensmittelhandel noch stark von Tante-Emma-Läden beherrscht wurde, eine grundlegende Neuerung. Dabei wurde das erste Mal der Markenname WEZ benutzt, eine Abkürzung für „Werre Einkaufs-Zentrum“.
Das Unternehmen arbeitete ab 1937 mit der Edeka Minden zusammen, die seit 1998 mit 25 Prozent am Unternehmen beteiligt ist. Daher tauchte auch das Logo der Edeka in der Öffentlichkeitsarbeit von WEZ immer wieder auf. Mit der Einführung des neuen Logo 2019 wurden die Märkte auf Edeka WEZ umgeflaggt. Dem WEZ-Logo ist nun der E-Block vorangestellt.
Die Karl Preuß GmbH baute im nördlichen Ostwestfalen und im daran angrenzenden Niedersachsen zunehmend neue Märkte auf. 2016 betrug die Gesamtfläche ihrer Läden 42.500 Quadratmeter und im Jahr 2019 wurde mit der Handelsmarke ein Umsatz von 245 Millionen Euro erwirtschaftet. Im Jahr 2017 waren es 226 Millionen Euro Umsatz.
Das Unternehmen Karl Preuß ist einer der größten selbstständigen Edeka-Filialisten im Bereich Minden-Hannover. 2016 feierte der Markenname WEZ seinen 40. Geburtstag. Anfang 2020 übernahm die Karl Preuß GmbH den Caterer Holland’s Gourmet Service, der 1992 in Minden gegründet worden war. 1995 wurde die Fleischerei Timmerberg aus Bad Oeynhausen übernommen.
Der Enkel des Unternehmensgründers und Erfinder des Markennamens WEZ, Karl-Heinz Preuß, starb am 7. März 2021 im Alter von 87 Jahren. Sein Sohn Karl-Stefan Preuß war 1992 als 4. Generation in die Geschäftsführung eingestiegen, seine Enkelin Karlotta Preuß als 5. Generation 2024.

## Marketing
Der Vollsortimenter legt einen starken Fokus darauf, regionale und biologische Produkte zu vertreiben und damit eine regionale und gesunde Anbindung zu vertreten. 2019 entschloss sich der Geschäftsführer Karl Stefan Preuß zu einem Relaunch, bei dem die lange vorherrschende Signalfarbe rot so wie der alte Slogan „…täglich gute Lebensmittel“ wegfiel. Das alte Logo und die damit einhergehende Farbe rot stammte aus dem Jahre 1976. Seitdem präsentiert sich das Unternehmen im Edeka-Gelb mit WEZ-Schriftzug und die Mitarbeiter tragen neue Arbeitskleidung: schwarz und grau mit gelbem Schriftzug. Das Motto für die WEZ-Gruppe lautet: „Am liebsten WEZ“.